# アカデミック・ランクの一覧
アカデミック・ランクの一覧では、各国の大学・研究機関の職階を示す。
国ごとに制度が異なり、世界で比較できる共通の職階がある訳ではない。同じ呼称があてられていても同等の立場とは限らない。

## アジア
教授の次の職位は、日本では准教授であり、中国・台湾・韓国では副教授である。その次の職位は、日本では講師または助教、中国では講師または助理教授、台湾では助理教授、韓国では助教授である。中国・台湾・韓国の助教は、日本の助手に相当する。

### 台湾
- 名誉教授 (Professor Emeritus) / 講座教授 (Chair Professor) / 特聘教授 (Distinguished Professor)
- 教授 (Professor）
- 副教授 (Associate Professor）
- 助理教授 (Assistant Professor）
- 助教（Teaching Assistant / Assistant）

### 韓国
- テニュア
  - 正教授/教授 (정교수/교수、(Full) Professor)
  - 副教授 (부교수、Associate Professor)
  - 助教授 (조교수、Assistant Professor)
- その他
  - 講師 (강사、Lecturer)
  - 硏究教授 (연구 교수、Research Professor)
  - 臨床教授 (임상 교수、Clinical Professor)
  - 兼任教授 (겸임 교수、Adjunct Professor)
  - 講義専門助教授 (강의전문 조교수、Teaching assistant Professor)
  - 客員教授 (객원 교수/초빙 교수、Visiting Professor)
  - 碩座教授 (석좌 교수、Chaired Professor)
  - 名誉教授 (명예 교수、Emeritus Professor)

### 日本
- 名誉教授（Professor Emeritus）
- 教授（Professor）
- 准教授（Associate Professor、旧助教授）
- 専任講師（Lecturer / Senior Lecturer / Associate professor / Junior Associate Professor[2] / Senior Assistant Professor[3] ）
- 助教（Assistant Professor）
- 助手（Research Associate）
- 非常勤講師

### 中国
- 教授（Professor）
- 副教授（Associate Professor）
- 講師・助理教授（Lecturer / Assistant Professor）
- 助教（Teaching Assistant / Assistant）

## ヨーロッパ

### イギリスおよびイギリス連邦
- 教授（Professor）
- 準教授（Reader（主にイギリス）、または Associate Professor（オーストラリア、ニュージーランド、インド、南アフリカ、アイルランド、マレーシア））
- 上級講師（Senior Lecturer）
- 講師（Lecturer）

イギリス連邦の教授の人数は、アメリカの教授の半分程度しかおらず、立場が高い。イギリス連邦の準教授はアメリカの教授の下半分に相当する。イギリス連邦の上級講師は、アメリカの准教授に相当する。イギリス連邦の講師は、アメリカのアシスタント・プロフェッサーに相当する。

### ドイツ
- 教授（Professor W3）
- 教授（Professor W2）
- ジュニアプロフェッサー（Juniorprofessor W1、准教授）

### フランス
- 教授（Professeur）
- 助教授（Maître de conférences）

### リトアニア
- 教授（男性: Profesorius / 女性: Profesorė、英訳: Professor）
- 准教授（男性: Docentas / 女性: Docentė、英訳: Associate Professor）
- 講師（男性: Lektorius / 女性: Lektorė、英訳: Lecturer）
- 助教（男性: Asistentas / 女性: Asistentė、英訳: Assistant）

## 北米

### アメリカ合衆国・カナダ
アメリカ合衆国とカナダの大学での職階は、教授（Professor)、准教授（Associate Professor）、アシスタント・プロフェッサー（Assistant Professor）、講師（Lecturer）、研究助手などに分かれている。アメリカの講師は日本でいう非常勤講師であり、イギリスの講師よりも立場が低い。
役職としては、学長、副学長、学部長、学科長、講座主任、研究科長などのほか、付属機関の図書館長、病院長、研究所長、センター長、施設長などの役職がある。